# Ark (pel·lícula)
Ark és un llargmetratge d'animació dirigit per Kenny Hwang i estrenat el 2004. Es tracta d'una coproducció entre els Estats Units i Corea del Sud.

## Argument
En un llunyà futur sobre el planeta Alcyone, dos pobles s'enfronten per a la seva supervivència. El planeta Alcyone és condemnat per la contaminació i les «Terres desolades» guanyen terreny. Els ceveans han construït l'Ark, una gegantina ciutat-nau que els hauria de permetre fugir d'aquesta planeta…; però els ceveans són els esclaus dels storrions que s'han apoderat de l'Ark. Qui pot salvar Alcyone ? La noia de la deessa Amiel gran sacerdotessa de l'Ark?

## Repartiment
- Chiara Zanni: Amarinth (veu)
- Kirby Morrow: Rogan (veu)
- James Woods: Jallak (veu)
- Kathleen Barr: Piriel (veu)
- Tabitha St. Germain: Empress Cathebel (veu)
- Lee Tockar
- Richard Newman
- Trevor Devall: Baramanda (veu)
- Gerard Plunkett:	Ministre Eserbus (veu)